# 南雄站

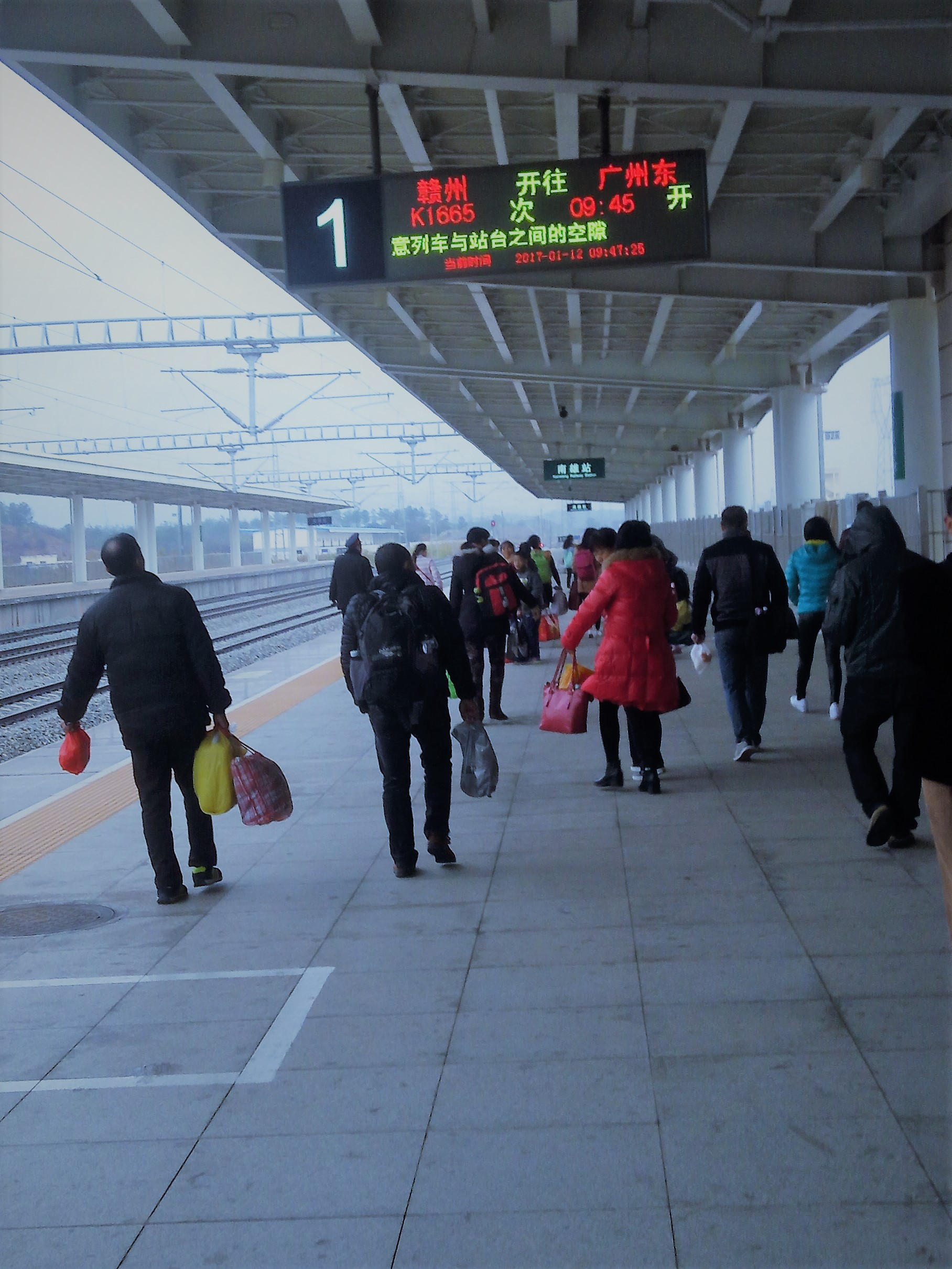
南雄站内

南雄站，位于中华人民共和国广东省南雄市北城新区 南雄市区北部，是赣韶铁路上的火车站，南雄站最高聚集人数600人，2014年8月建成，于2014年9月30日启用营运，广州铁路集团管辖。
火车站广场规划1.6万平方米，主要包括广场景观绿化工程及广场景观安装工程，瑶山坪至火车站的公路全长2公里，客运道路1.2公里的路面工程已基本完成，0.8公里的货运道路已完成建设。2014年9月30日，赣韶铁路正式投入运营，作为其配套设施的南雄火车站也已正式投入使用。广铁集团公司自2014年9月30日起，开行广州-赣州K1666次旅客列车，区间内停靠南雄火车站。
赣韶铁路南雄火车站距市区约2公里左右，连接站点与市区的公路路宽设计为30米，双向四车道，每车道宽度为3.5米，每向设有2.25米的非机动车道和4.5米宽的人行道，路中央设有2.5米宽的绿化隔离带，工程已于2014年8月完工。

## 車站周邊
- 韶赣高速公路
- 时光过客酒店式公寓

## 歷史
- 2009年动工建设
- 2014年8月建成
- 2014年9月30日通车启用。[3]

## 外部連結
- 中国铁路客户服务中心（页面存档备份，存于）